# مری رز
مری رز (به انگلیسی: Mary Rose) یک کشتی بادبانی نظامی انگلیسی بود. این کشتی در سال ۱۵۴۵ میلادی در تنگه سولنت غرق‌شد. بقایای این کشتی اکنون در موزهٔ دریایی پورتسموث نگه‌داری می‌شود.